# آرمند بورل
آرمند بورل (انگلیسی: Armand Borel؛ ۲۱ مهٔ ۱۹۲۳ – ۱۱ اوت ۲۰۰۳) یک ریاضی‌دان اهل سوئیس، متولد لشو دو فوند، و یک پروفسور دائمی در مؤسسه مطالعات پیشرفته در پرینستون، نیوجرسی، ایالات متحده در سال‌های ۱۹۵۷ تا ۱۹۹۳ بود. او در زمینهٔ توپولوژی جبری، تئوری گروه لی کار می‌کرد و یکی از آفرینندگان تئوری معاصر گروه‌های جبری خطی بود. وی همچنین برندهٔ جوایزی همچون جایزه لروی استیل شده است.